# Tectónica

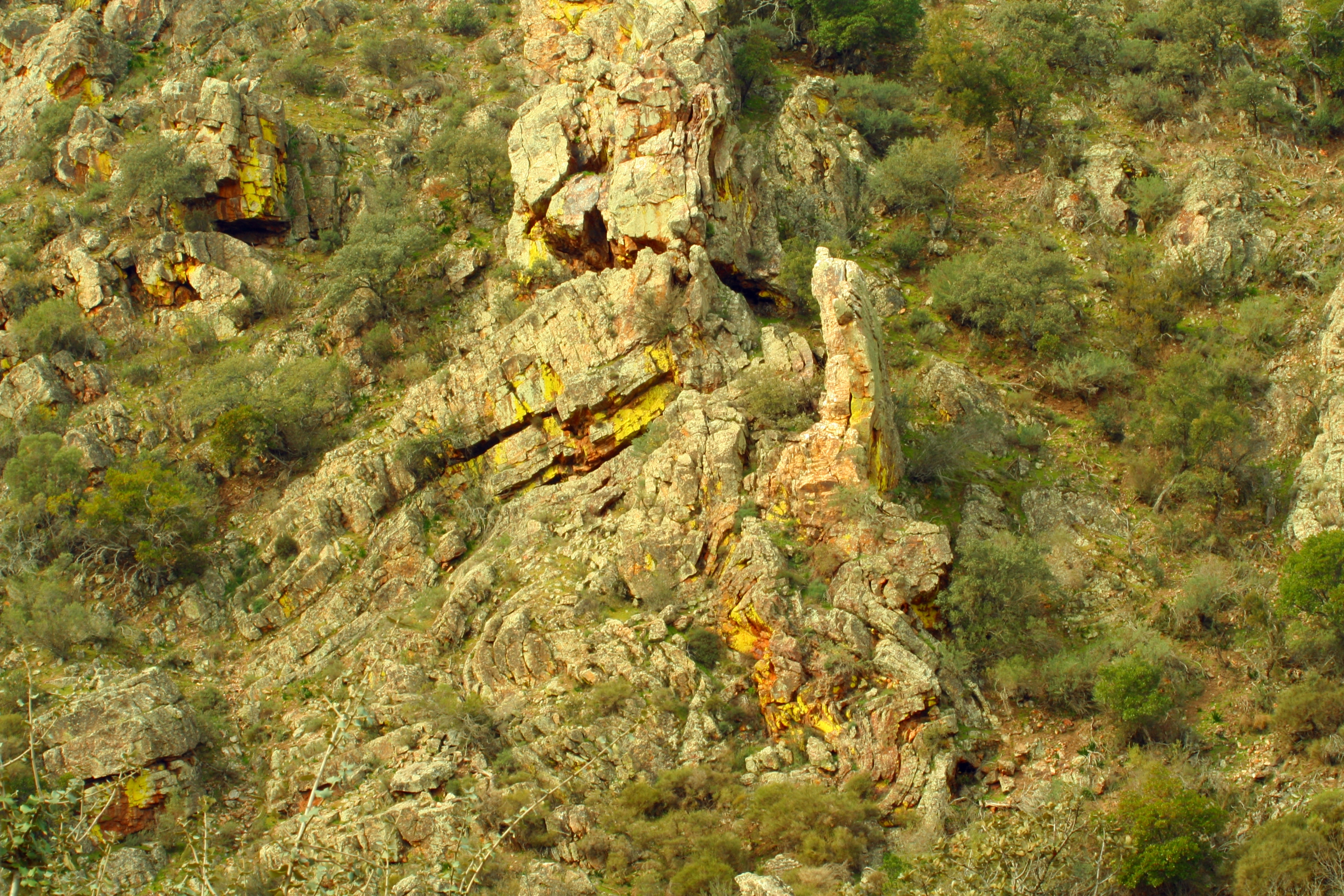
Deformación mesotectónica de los estratos ordovícicos de cuarcita del parque nacional de Monfragüe, Cáceres, España.

La tectónica (del latín «tectonicus», del griego antiguo τεκτονικός (tektonikós), «el que construye») es la rama de la geología que estudia las estructuras geológicas producidas por deformación de la corteza terrestre, las que las rocas adquieren después de haberse formado, así como los procesos que las originan. 
Analiza la mecánica y la dinámica de la litosfera, para explicar las deformaciones (pliegues y fallas) y formaciones estructurales como son las placas tectónicas. De igual manera explica el origen y estructura de las mayores formas del relieve, como son las fosas tectónicas o las cordilleras. Estudia las megadeformaciones a niveles corticales en ambientes continentales y oceánicos para lograr entender la formación de la Tierra y cómo evoluciona constantemente. El estudio de la tectónica se complementa en otras áreas de la ciencia como el paleomagnetismo, la sismología o la termodinámica interna de la Tierra.

## Tectónica y geología estructural
La forma del relieve terrestre depende en buena medida de las estructuras geológicas, es decir, de cómo estén dispuestos los materiales que la componen. Las estructuras de las formaciones rocosas son de dos clases:
- Estructuras originales: Son las estructuras que se forman a la vez que la roca, por los mismos procesos petrogenéticos que forman las rocas. Por ejemplo, en las rocas sedimentarias la estructura original típica es en forma de estratos, generalmente paralelos a veces cruzados; en las rocas volcánicas son las coladas y conos; en las rocas intrusivas son los plutones y diques.
- Estructuras deformadas: Son estructuras alteradas por la aplicación natural de fuerzas dirigidas (esfuerzos) sobre formaciones rocosas preexistentes. Las deformaciones correspondientes alteran la disposición previa de los materiales, que podía a su vez ser una estructura de tipo original o ser ya el resultado de alguna deformación anterior.

De acuerdo con estos conceptos, la tectónica forma parte de la geología estructural, aquella que se centra en las estructuras de deformación, sin situar en su centro las estructuras de tipo original. En la práctica, los términos tectónica y la geología estructural suelen usarse como sinónimos.

## Escala de las deformaciones

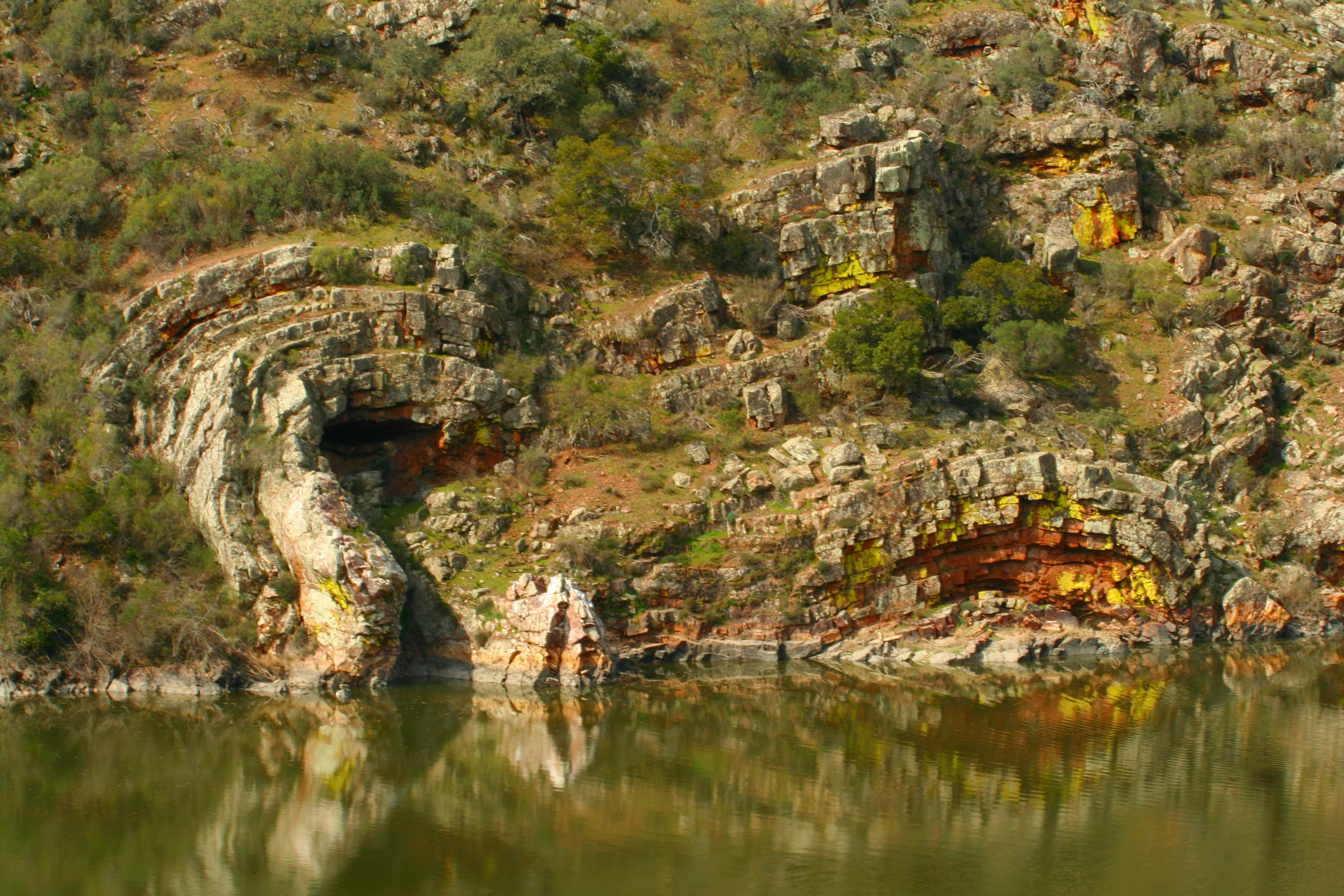
Deformación mesotectónica de los estratos cuarcíticos ordovícicos del parque nacional de Monfragüe, Cáceres (España).

Las fuerzas afectan a la estructura de los materiales a las más diversas escalas espaciales, formando estructuras que necesitan para medirse desde fracciones de milímetro hasta cientos de kilómetros. Podemos distinguir en función de esas dimensiones:
- Microtectónica: Estructuras reconocibles sólo al microscopio.
- Minitectónica: Estructuras que van del milímetro al metro.
- Mesotectónica: Estructuras del metro al kilómetro.
- Macrotectónica: Estructuras del kilómetro al millar de kilómetros.
- Megatectónica: Las grandes estructuras de deformación de la corteza, de miles de kilómetros de longitud, cuya formación describe la Geotectónica, más conocida por Tectónica Global, que acapara principalmente la Tectónica de placas.

## Esfuerzo y deformación
Los materiales de la litosfera, la capa rígida superficial, están sometidos a la fuerza de la gravedad y a distintas combinaciones locales de fuerzas horizontales. Estas proceden del desplazamiento de las placas, cuyo origen último está en la dinámica convectiva del manto. El calor interno de la Tierra, esencialmente un residuo del liberado por contracción gravitatoria durante su formación, se distribuye de manera desigual, dando lugar a diferencias regionales que mantienen una activa, aunque muy lenta, circulación interna. En la superficie los desplazamientos producen fuerzas locales que provocan las deformaciones que estudia la tectónica.
Cada punto material de la corteza está sometido a un campo de esfuerzos (fuerzas dirigidas) que variará según las fuerzas horizontales en juego y donde siempre interviene la gravedad. Se reconoce una dirección de esfuerzo máximo, otra de esfuerzo mínimo, perpendicular a la anterior, y por último una de esfuerzo medio perpendicular al esfuerzo máximo y al mínimo. En la dirección del esfuerzo máximo se ha de producir un acortamiento de la estructura, a la vez que un alargamiento (necesario para mantener constante el volumen de la formación) en la dirección del esfuerzo mínimo. Las dimensiones no deben variar en la dirección del esfuerzo medio. El desplazamiento neto de materiales debe producirse en una dirección oblicua a los esfuerzos máximo y mínimo.

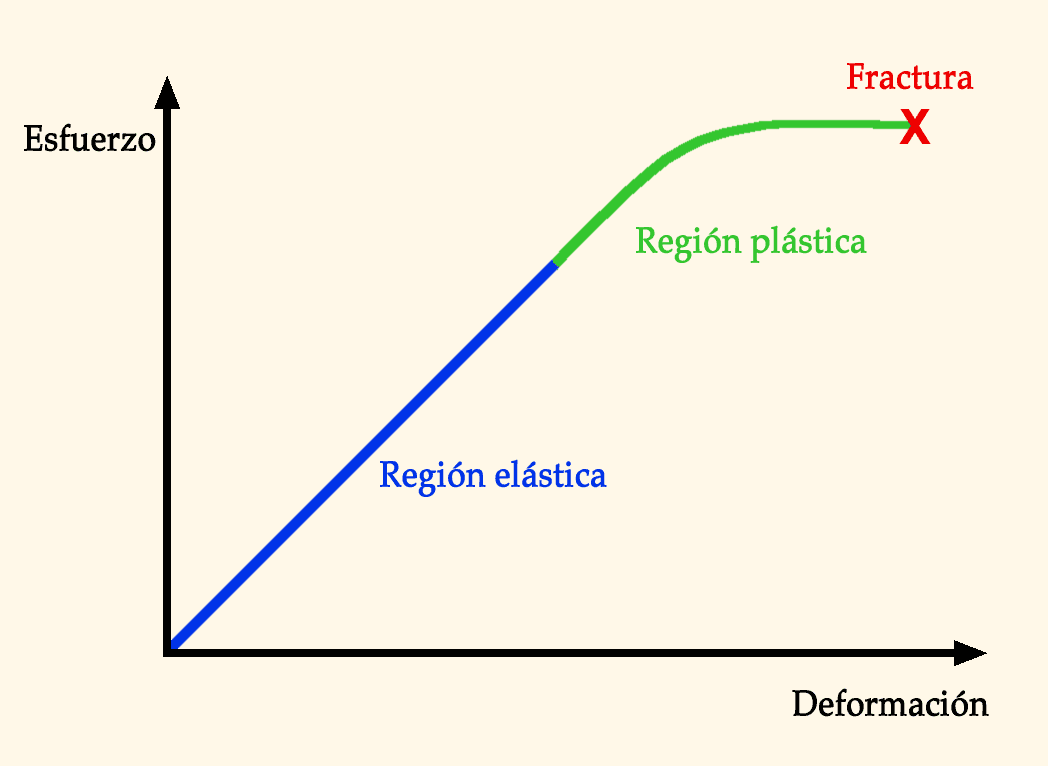
Relación esfuerzo deformación. Para unas condiciones dadas de presión y temperatura, un material responderá a la aplicación de un esfuerzo primero con una deformación elástica (reversible), que es directamente proporcional al esfuerzo; luego con una deformación plástica (irreversible), que crece más deprisa que el esfuerzo; por último, con una deformación rígida (rotura), que a diferencia de las anteriores, rompe la continuidad original de los puntos materiales

Por otra parte, la aplicación de un esfuerzo creciente debería dar lugar a deformaciones de tipos distintos. Primero, una deformación elástica, reversible, como la que afecta a las rocas cuando son atravesadas por las ondas sísmicas; segundo una deformación plástica, geométricamente continua e irreversible, como la que observamos en el plegamiento; por último, una deformación rígida, por rotura, discontinua e irreversible, cuando se supera cierto valor. Las fallas representan el ejemplo mayor de deformación rígida.
Las propiedades intrínsecas de la roca, las estructuras que forma y las circunstancias en que se encuentran determinan el valor que ha de tener un esfuerzo para que la deformación sea rígida, plástica o elástica. Se llama rocas competentes a las que demuestran poca plasticidad y alcanzan el límite de rotura sin haber llegado a sufrir una deformación plástica significativa. Son competentes en general las rocas plutónicas y, entre las sedimentarias, las calizas o las areniscas consolidadas cuando no están muy estratificadas. Una estratificación fina dará lugar generalmente a igualdad de material a deformaciones plásticas, principalmente pliegues. Son especialmente incompetentes las rocas arcillosas o las arenas. Las circunstancias físicas, especialmente la presión confinante, pueden alterar el comportamiento de una roca: en las regiones profundas de la corteza y en el manto, la elevada presión hace improbable la rotura, y materiales que son muy rígidos en la superficie se comportan de un modo mucho más plástico.

## Deformaciones en la tectónica global
Existen dos clases básicas de movimientos: los verticales o epirogénicos, de amplio radio y muy lentos, que tratan de recuperar el equilibrio isostático, y los movimientos horizontales u orogenéticos, responsables de los relieves plegados y fracturados. En la actualidad, el paradigma que explica el relieve de la Tierra, al igual que casi todo en geología, es la tectónica de placas.